# 라이언 필리피
매슈 라이언 필리피(영어: Matthew Ryan Phillippe, 영어 발음: /ˈfɪləpiː/, 1974년 9월 10일 ~ )는 미국의 배우, 제작자이다. 1992년 연속극 《원 라이프 투 리브》로 데뷔했으며, 첫 장편 영화 출연작은 《크림슨 타이드》(1995)이다. 1990년대 후반 대중의 시선을 모으기 시작해 《나는 네가 지난 여름에 한 일을 알고 있다》(1997), 《스튜디오 54》(1998), 《사랑보다 아름다운 유혹》(1999) 등에 출연했다.
2000년대 이후 배역의 저변을 넓혀 크리스토퍼 매쿼리의 《웨이 오브 더 위키드》(2000), 로버트 올트먼의 《고스포드 파크》(2001), 제88회 아카데미 작품상 수상작 《크래쉬》(2004), 클린트 이스트우드의 《아버지의 깃발》(2006), FBI의 실화에 바탕을 둔 《브리치》(2007), 마이클 코널리 원작의 《링컨 차를 타는 변호사》(2011) 등에서 다양한 역할을 맡았다.
텔레비전 분야에서는 USA 네트워크 드라마 《더블 타겟》(2016-18)의 주연 등으로 활약했다.

## 어린 시절
미국 델라웨어주 뉴캐슬에서 복지 시설 근로자 수전과 화학 회사 듀폰의 회사원 리처드 필리피의 아들로 태어났다. 프랑스계이며, 세 명의 여자형제들이 있다. 학창 시절 농구와 축구 선수로 활동했으며, 태권도 검은띠를 따기도 했다.

## 경력
필리피의 연기 경력은 ABC 연속극 《원 라이프 투 리브》에서 1992년부터 미국 연속극 역사상 최초의 청소년 게이 인물인 빌리 더글러스 역을 근 1년간 묘사하면서 시작되었다. 이후 로스앤젤레스로 떠나 인근 방송국에서 제작하는 소규모 드라마와 미니시리즈에 참여하기 시작했고 1995년 영화 《크림슨 타이드》, 1996년 영화 《화이트 스콜》에 출연하였다.
1997년 호러 영화 《나는 네가 지난 여름에 한 일을 알고 있다》에 제니퍼 러브 휴잇, 세라 미셸 겔러, 프레디 프린즈 주니어 등과 출연했다. 10월 개봉 후 영화가 성공을 거두면서 필리피는 영화계의 주목을 받았으며, 《사랑보다 아름다운 유혹》(1999)을 비롯한 여러 영화에 출연하게 됐다.
2000년 스릴러 드라마 《웨이 오브 더 건》에, 2001년 유명 소프트웨어 기술자 역을 맡은 《패스워드》와 아카데미 작품상 후보작 《고스포드 파크》에 출연하였다. 이후 《이그비 고즈 다운》(2002), 《크래쉬》(2004) 등에 조연으로 참여했다. 2003년 필리피가 주인공으로 나온 《아이 인사이드》가 미국과 영국에서 케이블 전파를 타고 방영됐다.
2006년 미국 해군의 과거 전투를 선보인 《아버지의 깃발》의 연기로 수많은 비평가들의 호평을 받았다. 평론가 리처드 로퍼는 그간 필리피가 보여준 연기 중 최고였다고 평가했다. 필리피는 친가와 외가의 두 조부가 모두 제2차 세계 대전에 참전했다는 사실을 밝히며, 개인적으로도 잊지 못할 연기 경험이었다고 소감을 밝혔다.
2007년 첩보 스릴러 영화 《브리치》, 2008년 모로코에서 촬영한 《스톱로스》에 출연하였다. 2011년 《링컨 차를 타는 변호사》에서 살인 유죄 여부가 모호한 부잣집 자제 역을 맡았다.
2012년 비평가들의 찬사를 받은 드라마 《대미지》의 마지막 시즌에 줄리언 어산지를 연상케 하는 인물로 출연하며 《원 라이프 투 리브》 이후 처음으로 텔레비전 시리즈에서 고정 배역을 맡았다.
2014년 공동 제작, 공동 각본까지 맡은 독립 영화 《캐치 헬》로 감독 데뷔를 하였다.
2015년 ABC 드라마 《비밀과 거짓말》에 주연으로 출연했으며, 같은 해 USA 네트워크 드라마 《더블 타겟》에 주인공으로 발탁되었다.
2020년 2월 필리피가 데이비드 E. 켈리의 ABC 범죄 드라마 《빅 스카이》에 출연한다는 사실이 발표되었다.
2021년 영국의 액션 스릴러 영화 《원샷》에 출연하였다.

## 사생활
1997년 필리피는 배우 리스 위더스푼의 21번째 생일 파티에 참석하면서 위더스푼을 처음 만났다. 그들은 교제를 시작했고 1998년 12월에 약혼했다. 그다음 해 두 사람은 《사랑보다 아름다운 유혹》에서 함께 주연을 맡았다. 위더스푼이 임신 6개월 차가 된 1999년 6월 5일 두 사람은 사우스캐롤라이나주 찰스턴 근처 농장에서 결혼식을 올렸다. 1999년, 딸 에이바 엘리자베스 필리피가 탄생했으며, 이름은 여배우 에이바 가드너에게서 따왔다. 2003년, 아들 디컨 리스 필리피가 태어났으며, 이름은 필리피의 먼 친척인 피츠버그 파이리츠 투수 디컨 필리피에게서 가져왔다.
2006년 10월 30일 필리피와 위더스푼은 결별한다는 성명서를 공식 발표했다. 위더스푼은 2006년 11월 8일 이혼 소송을 제기했다. 재산 분할 문제가 아직 정해지지 않은 관계로 위더스푼은 법원에 배우자 지원비 승인을 거부할 것을 청원했으며, 두 자녀에 대한 법적 양육권 및 단독 물리적 양육권(physical custody)을 요구했다. 필리피는 2007년 5월 15일 자녀의 공동 양육권을 신청했으며, 배우자 생활비 지원을 요청하지 않았다. 법원 서류에 따르면, 이들의 결혼 생활은 2007년 10월 5일에 공식적으로 끝났으며 2008년 6월 13일에 최종 이혼 합의가 이루어졌다. 필리피와 위더스푼은 자녀들의 공동 양육권을 부여 받았다.
필리피는 2007년 《스톱로스》로 만난 오스트레일리아 배우 애비 코니시와 만나기 시작했다. 그들은 2010년 2월 결별했다. 이후 필리피는 2010년 여름에 모델 겸 배우 알렉시스 냅과 만났다. 냅은 필리피와 결별한 후 자신이 필리피의 아이를 임신했다는 사실을 알게 됐으며 2011년 7월 딸을 출산했다. 필리피는 2011년 법대생 폴리나 슬래터와 데이트하기 시작했다. 그들은 2015년 약혼했으나 2016년 결별했다.

## 출연 작품

### 영화
- 페리 메이슨 (1994) - 텔레비전 영화
- 크림슨 타이드 (1995)
- 화이트 스콜 (1996)
- 어디에도 없는 영화 (1997)
- 나는 네가 지난 여름에 한 일을 알고 있다 (1997)
- 스튜디오 54 (1998)
- 홈그라운 (1998)
- 플래닝 하트 (1998)
- 사랑보다 아름다운 유혹 (1999)
- 웨이 오브 더 건 (2000)
- 고스포드 파크 (2001)
- 패스워드 (2001)
- 이그비 고즈 다운 (2002)
- 아이 인사이드 (2004)
- 크래쉬 (2004)
- 카오스 (2005)
- 파이브 핑거스 (2006)
- 아버지의 깃발 (2006)
- 브리치 (2007)
- 스톱로스 (2008)
- 맥그루버 (2010, MacGruber)
- 뱅뱅클럽 (2010, The Bang Bang Club)
- 링컨 차를 타는 변호사 (2011)
- 셋 업 (2011)
- 캐치 헬 (2014, Catch Hell)
- 리턴 투 센더 (2016)
- 위시 어폰 (2017) - 조나단 역
- 더 사운드 오브 필라델피아 (2020)
- 더 세컨드 (2020) - 빅 역
- 영지의 귀부인 (2021) - 태너 워즈워스 역
- 원샷 (2021)
- 더 라이언: 사막의 생존자들 (2024) - 앤드류 역

### 텔레비전
- 원 라이프 투 리브 (1992-93)
- 시카고 메디컬 (1996)
- 킹 오브 더 힐 (2000) - 목소리
- 새터데이 나이트 라이브 (2010)
- WWE 러 (2010)
- 대미지 (2012)
- 멘 앳 워크 (2014)
- 드렁크 히스토리 (2015) - 벤저민 헤이스 역
- 로봇 치킨 (2015)
- 비밀과 거짓말 (2015)
- WWE 스맥다운 (2016) - 본인
- 브루클린 나인-나인 (2017)
- 페이머스 인 러브 (2017)
- 더블 타겟 (2016-18)
- 빅 스카이 (2020) - 코디 호이트 역
- 윌 앤 그레이스 (2020)
- 맥그루버 (2021)